# Sven Stojanovic
Sven Stojanovic, Sven Nikola Stojanovic, född 14 november 1969, är en svensk TV-producent. Han kommer från Örebro, men bor i Stockholm.
Han var bildproducent för TV-program som Melodifestivalen 2003–2006, Eurovision Song Contest 2003–2005,2008 och 2016, Sen kväll med Luuk, Kristallen 2006, Grammisgalan 2007, Rockbjörnen 2007, Guldbaggegalan 2007, Sommarkrysset, Hey Baberiba, Fredag hela veckan och Fotbollsgalan 2004–2007. Han var även TV-producent för Melodifestivalen 2008.
Stojanovic bildproducerade den första svenskproducerade HDTV-direktsändningen när han 21 oktober 2006 gjorde Välkommen på 50-årsfest, som var Sveriges Televisions hyllning till sig själv och de 50 år bolaget sänt TV i Sverige.
Hans far, Milivoj Stojanovic, var en profil inom Örebrofotbollen där han bland annat tränat Örebro SK, Rynninge IK, Karlslunds IF, Örebro Syrianska och FK Bosna 92. "Stojan" förde också upp Motala AIK i näst högsta serien i slutet av 1980-talet.